# Сімагіна-Мелешина Ірина Олександрівна
Ірина Олександрівна Мелешина (рос. Ирина Александровна Мелешина; нар. 25 травня 1982, Рязань, Російська РФСР) — російська легкоатлетка, що спеціалізується на стрибках у довжину, срібна призерка Олімпійських ігор 2004 року. Заслужений майстер спорту Росії.

## Біографія
Ірина Сімагіна народилася 25 травня 1982 року в місті Рязань.
Найбільшим досягненням спортсменки на юніорському рівні є золото чемпіонату Європи серед юніорів у 2001 році. Окрім цього спортсменка є срібним призером чемпіонату Європи серед молоді у 2003 році. Найкращий сезон у своїй кар'єрі спортсменка провела у 2004 році. 31 липня на турнірі в Тулі вона встановила свій особистий рекорд 7.27 м. Зуміла пробитися до складу збірної Росії на Олімпійські ігри в Афінах. Там Сімагіна показала результат 7.05 м, програвши Тетяні Лебедєвій лише 2 см. Результат спортсменки був ідентичним із результатом ще однієї росіянки Тетяни Котової, але Сімягіна стала срібною призеркою за рахунок кращої наступної спроби (7.02 м у Сімагіної, 6.84 м у Котової). 
В подальшому спортсменка продовжувала виступати на турнірах. Її найбільшим досягненням у цей період була бронзова медаль чемпіонату світу в приміщенні у 2008 році. Пробувала пройти відбір на Олімпійські ігри у Лондоні, але у лютому 2012 року здала позитивну допінг пробу, за що була дискваліфікована на два роки, після чого завершила свою спортивну кар'єру.

## Кар'єра
| Рік               | Змагання                         | Місто                | Місце             | Примітки                 |                   |
| Представник Росія | Представник Росія                | Представник Росія    | Представник Росія | Представник Росія        | Представник Росія |
| ----------------- | -------------------------------- | -------------------- | ----------------- | ------------------------ | ----------------- |
| 1999              | Чемпіонат світу серед юніорів    | Бидгощ, Польща       | 5                 | 5.99 м                   |                   |
| 2000              | Чемпіонат світу серед юніорів    | Сантьяго, Чилі       | 6                 | 6.21 м (вітер: +0.2 м/с) |                   |
| 2001              | Чемпіонат Європи серед юніорів   | Марибор, Словенія    | 1                 | 6.11 м                   |                   |
| 2002              | Чемпіонат Європи в приміщенні    | Відень, Австрія      | 4                 | 6.64 м                   |                   |
| 2003              | Чемпіонат Європи серед молоді    | Бидгощ, Польща       | 2                 | 6.70 м (вітер: 1.6 м/с)  |                   |
| 2003              | Універсіада                      | Тегу, Південна Корея | 1                 | 6.49 м                   |                   |
| 2004              | Олімпійські ігри                 | Афіни, Греція        | 2                 | 7.05 м                   |                   |
| 2004              | Всесвітній легкоатлетичний фінал | Монте-Карло, Монако  | 1                 | 6.74 м                   |                   |
| 2005              | Чемпіонат світу                  | Гельсінкі, Фінляндія | —                 | DNS                      |                   |
| 2005              | Всесвітній легкоатлетичний фінал | Монте-Карло, Монако  | 6                 | 6.47 м                   |                   |
| 2008              | Чемпіонат світу в приміщенні     | Валенсія, Іспанія    | 3                 | 6.88 м                   |                   |
| 2009              | Чемпіонат світу                  | Берлін, Німеччина    | 19 (кв.)          | 6.39 м                   |                   |